# Kwaad in het jodendom
Het concept van het kwaad in het jodendom verschilt radicaal van dat concept in andere geloofssystemen.
In de Tenach en de rabbijnse literatuur staan meerdere referenties aan 'de satan', aan wie steeds verschillende karakteristieken en handelingen worden toegeschreven. Anders dan bijvoorbeeld de profeten en de Messias zijn engelen in het jodendom door God gezonden bovennatuurlijke wezens.
De Satan is een engel van God die door God wordt gebruikt om de mens te testen. Het jodendom ziet het leven op deze wereld als voorbereiding op het leven in de volgende wereld. In deze wereld kan men kiezen tussen goed en kwaad. Het gehele doel van deze wereld is die keuze tussen goed en kwaad. Dit is een van de meest fundamentele concepten van het jodendom.
De Satan probeert mensen volgens het jodendom te misleiden. Dat doet hij door leugen en bedrog te etaleren als waarheid. Hij probeert de verhouding tussen God en mens te verstoren. Het is aan de mens om tegen die slechte krachten (bekend als de yetzer ha-ra) te vechten.
Er bestaat in de joodse wereldvisie dus niet een persoon in welke vorm dan ook met de naam 'Satan', zoals in het christendom het geval is. Desondanks zijn er wel degelijk verhalen over 'de Satan' die met personen communiceert, zowel in als na Bijbelse tijden. Zo zijn er in de Talmoed verhalen over rabbijnen die discussiëren met de 'Engel des doods' (zie onder).
Er wordt wel beweerd dat tijdens de Babylonische ballingschap het jodendom onder invloed van de Perzische godsdienst van Zarathustra gedachten over een strijd tussen goed en kwaad zou hebben ontwikkeld. Volgens deze geenszins bewezen hypothese zouden de joden zich moeilijk hebben kunnen voorstellen dat zowel goed als kwaad van God afkomstig zijn, waardoor de gedachte aan een afzonderlijke, persoonlijke macht van het kwaad ontstond.
Er is een aantal namen van de kracht die 'Satan' heet die nooit uitgesproken mogen worden. Wanneer dat wel gebeurt, zou men deze kwade kracht op kunnen wekken. Een van deze namen is Samaël, ook bekend als de 'Engel des doods' (Hebreeuws: "malach ha-maves").